# NGC 6372
NGC 6372 est une galaxie spirale située dans la constellation d'Hercule. Sa vitesse par rapport au fond diffus cosmologique est de 4 707 ± 8 km/s, ce qui correspond à une distance de Hubble de 69,4 ± 4,9 Mpc (∼226 millions d'al). NGC 6372 a été découverte par l'astronome germano-britannique William Herschel en 1784.
La classe de luminosité de NGC 6372 est II et elle présente une large raie HI.
À ce jour, neuf mesures non basées sur le décalage vers le rouge (redshift) donnent une distance de 49,387 ± 13,476 Mpc (∼161 millions d'al), ce qui est à l'extérieur des valeurs de la distance de Hubble. Notons que c'est avec la valeur moyenne des mesures indépendantes, lorsqu'elles existent, que la base de données NASA/IPAC calcule le diamètre d'une galaxie et qu'en conséquence le diamètre de NGC 6372 pourrait être d'environ 36,8 kpc (∼120 000 al) si on utilisait la distance de Hubble pour le calculer.